# 四明湖水库
四明湖水库位于中国浙江省余姚市梁弄镇，是以灌溉为主，结合防洪、供水、发电、养鱼等综合利用的大（二）型水库。

## 技术特点
迎水坡第一级，坡度1:2.5；第二级，坡度1：3。上游镇压层顶宽70米，底宽105米，边坡1:5。
背水坡第一级，坡度1:2；第二级，坡度1:2.5。下游镇压层最大顶宽为65米，最小顶宽为27米，高度7米，边坡1:2.75。

## 历史
1958年5月23日至8月30日，浙东地区发生了特大伏旱100天，姚江上游断流，塘库湖泊干涸，淡水水源奇缺，几十万亩农田无法灌溉，人民生活饮用水也发生严重困难。宁波专区成立了“曹娥江抢潮指挥部”，引曹娥江水入姚江。1958年9月上旬余姚县委扩大会议通过了由水利部门提出的在姚江上游梁弄大溪邱家湾建造蓄水能力达1亿立方米以上的大型水库即四明湖水库的初步方案，并报宁波地委和浙江省委批准。9月27日，四明湖水库指挥部在工地成立，县委常委、副县长包纯和任指挥。
1958年10月1日动工，1959年3月21日，打通了92米长的输水隧洞。1959年4月17日下午2时，堵口工程正式开始；4月21日，堵口顺利合拢，水库开始蓄水。继续大坝加高工程，以提高水库蓄水能力。1959年5月，进行了一次地质钻探，发现大坝建在软粘土基础上。1959年7月22日第一次大坝向下滑动。1960年4月1日的第二次滑坡。1963年8月17日发生了向上游滑动的第三次滑坡。以后进行了地质钻探，全面测量，重新设计，打减压井，做足内外镇压层，并根据已有工程基础几次对大坝上部进行了翻修加固，局部地方还做了斜墙，补课固基。1970年基本完成主体工程(主要由拦河大坝、输水隧洞、泄洪闸、自溃式非常溢洪道、发电站等组成)。2001年10月至2004年6月进行除险加固。